# Mosnang
Mosnang je obec na východě Švýcarska v kantonu St. Gallen. Žije zde přibližně 2 900 obyvatel.

## Geografie
Mosnang leží severovýchodně od Hulfteggu, přes který vede v roce 1867 otevřená silnice do údolí Töss v kantonu Curych.
Obec Mosnang zahrnuje vesnice Mosnang, Mühlrüti a Libingen, osady Dreien a Wiesen a také Lütschwil a Spilhusen. Jihozápadně od Mühlrüti pramení řeka Murg, jeden z největších přítoků řeky Thur. Sousedními obcemi jsou Kirchberg, Fischingen (v kantonu Thurgau), Fischenthal (v kantonu Curych), Eschenbach, Wattwil, Bütschwil-Ganterschwil a Lütisburg. V lokalitě Hörnli se nachází trojmezí kantonů St. Gallen, Thurgau a Curych.
Přes Mühlrüti vede 87 km dlouhá Toggenburgská vysokohorská stezka. Vede v pěti etapách z Wildhausu přes Arvenbüel a Chrüzegg (nad Atzmännigem) do Wilu.

## Historie

Letecký pohled (1955)

Mosnang byl poprvé zmíněn v roce 854 jako Masinang. V roce 1217 je poprvé zmiňován kněz a v roce 1275 farnost. Věž a části farního kostela svatého Jiří a Theodula pocházejí z doby kolem roku 1200.
Jako součást panství Tannegg úřadu podléhala obec Mosnang nižšímu soudu kostnického biskupa a od roku 1693 klášteru Fischingen, který měl od roku 1697 také soudní pravomoc. Vrchní soudní pravomoc náležela hrabatům z Toggenburgu a po roce 1468 opatství v St. Gallenu. Během první velké morové epidemie v Toggenburgu v letech 1564 až 1569 zemřelo 80 % obyvatel. Po zavedení reformace v roce 1528 se Mosnang od roku 1531 téměř zcela vrátil ke staré víře.
V roce 1751 se od farnosti Mosnang oddělil Libingen a v roce 1764 Mühlrüti.
V roce 1798 se Mosnang stal hlavním městem helvétského okresu Mosnang a v zákoně o zprostředkování z roku 1803 byl Mosnang vedle Flawilu označen za hlavní město okresu Untertoggenburg. Obce Libingen a Mühlrüti, které dříve patřily ke dvoru Bazenheide, byly spojeny s Mosnangem v místní a politickou obec. V rámci ústavních bojů v St. Gallenu byl pak Mosnang v letech 1831 až 1861 místem zasedání okresní rady okresu Alttoggenburg. V roce 1886 zničil požár část centra obce Mosnang.
Navzdory silné industrializaci Toggenburgu v 19. století zůstal Mosnang zemědělskou obcí. V roce 1985 zde byla otevřena střední škola, dříve žáci střední školy navštěvovali vyučování v Bütschwilu. V roce 1987 byl zřízen kantonální trestní ústav Bitzi, který byl založen v roce 1871 a nyní je veden jako Nápravné středisko Bitzi. Úpatí oblasti Tössstock a pramenná oblast řeky Murg jsou od roku 1996 zapsány ve Spolkovém seznamu krajin národního významu.

## Obyvatelstvo

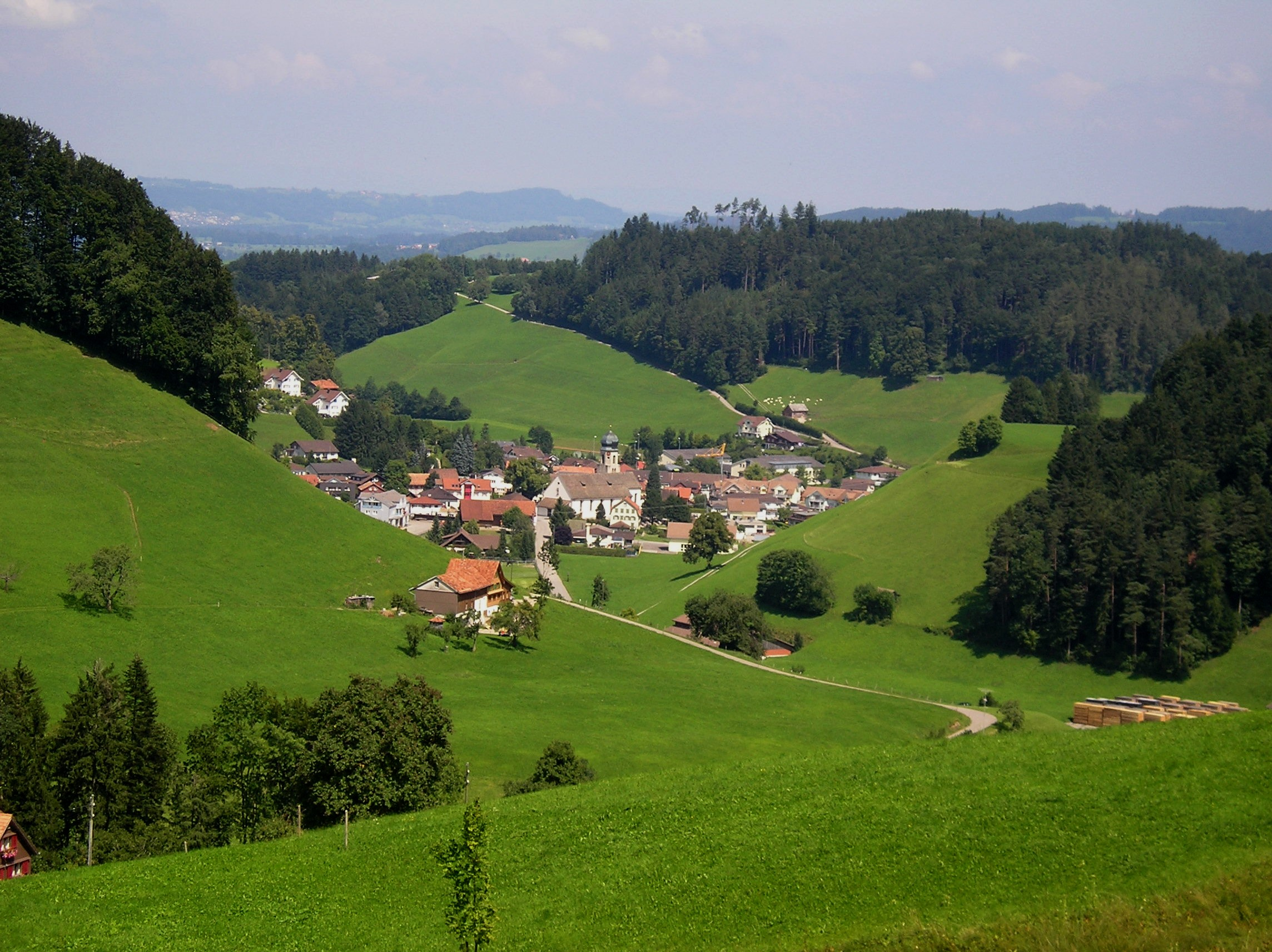
Mosnang

| Rok            | 1850 | 1900 | 1950 | 1980 | 2000 | 2010 |
| Počet obyvatel | 3005 | 2670 | 2638 | 2280 | 2894 | 2881 |

## Doprava
Mosnang leží na hlavní silnici Bütschwil – Mühlrüti – Hulftegg – Steg. Ze stanice Bütschwil na Toggenburgské dráze (Wil – Wattwil) odjíždí autobusová linka 765, která se z Mosnangu pokračuje do Dreien-Mühlrüti a Libingenu.